# Station Petershagen-Lahde
Station Petershagen-Lahde (Bahnhof Petershagen-Lahde) is een spoorwegstation in de Duitse plaats Lahde, in de deelstaat Noordrijn-Westfalen. De plaats Petershagen, waar het station ook naar vernoemd is, ligt ongeveer 3 kilometer verderop, aan de andere kant van de Wezer. Het station ligt aan de spoorlijn Nienburg - Minden. Het station telt één perronspoor. Op het station stoppen treinen van DB Regio Nord en DB Regio NRW.

## Treinverbindingen
De volgende treinseries doen station Petershagen-Lahde aan:
| Serie | Treinsoort                   | Route | Bijzonderheden                                                                |
| ----- | ---------------------------- | --- | ----------------------------------------------------------------------------- |
| RB 76 | Regionalbahn (DB Regio Nord) | (Verden (Aller) – Rotenburg (Wümme)                                                                              | Weser-Aller-Bahn 1x per twee uur Verden-Rotenburg (1x per uur in de spits).   |
| RE 78 | Regional-Express (eurobahn)  | Bielefeld Hbf – Herford – Löhne (Westf) – Bad Oeynhausen – Minden (Westf) – Petershagen-Lahde – Nienburg (Weser) | Porta-Express 1x per twee uur, in het weekend enkele treinen Bielefeld-Minden |